# (11698) Fichtelman
(11698) Fichtelman (1998 FZ102) – planetoida z pasa głównego asteroid okrążająca Słońce w ciągu 3,57 lat w średniej odległości 2,34 j.a. Odkryta 31 marca 1998 roku.